# Battaglia di Doiran (1916)
La battaglia di Doiran fu combattuta all'inizio dell'agosto 1916, nell'ambito degli scontri avvenuti sul fronte macedone durante la prima guerra mondiale. Tre divisioni francesi ed una inglese, forti di 45 000 effettivi e 400 pezzi d'artiglieria, lanciarono un'offensiva contro le posizioni bulgare nei pressi del lago Dojran, difese dalla 2ª Divisione di Franteria "Tracia". L'assalto iniziò il 9 agosto con un pesante fuoco di artiglieria sulle posizioni del 27º Reggimento Chepino e del 9º Reggimento Plovdiv. Tutti gli attacchi portati successivamente nei giorni 10, 15, 16 e 18 agosto furono respinti dalla 2ª Divisione e gli Alleati furono costretti a ritirarsi sulle posizioni di partenza, con forti perdite.